# Eduardo Anderson
Eduardo Antonio Anderson Gómez (ur. 1 marca 2001 w mieście Panama) – panamski piłkarz występujący na pozycji środkowego obrońcy, reprezentant Panamy, od 2024 roku zawodnik kostarykańskiego Deportivo Saprissa.